# Inmigración rusa en Israel

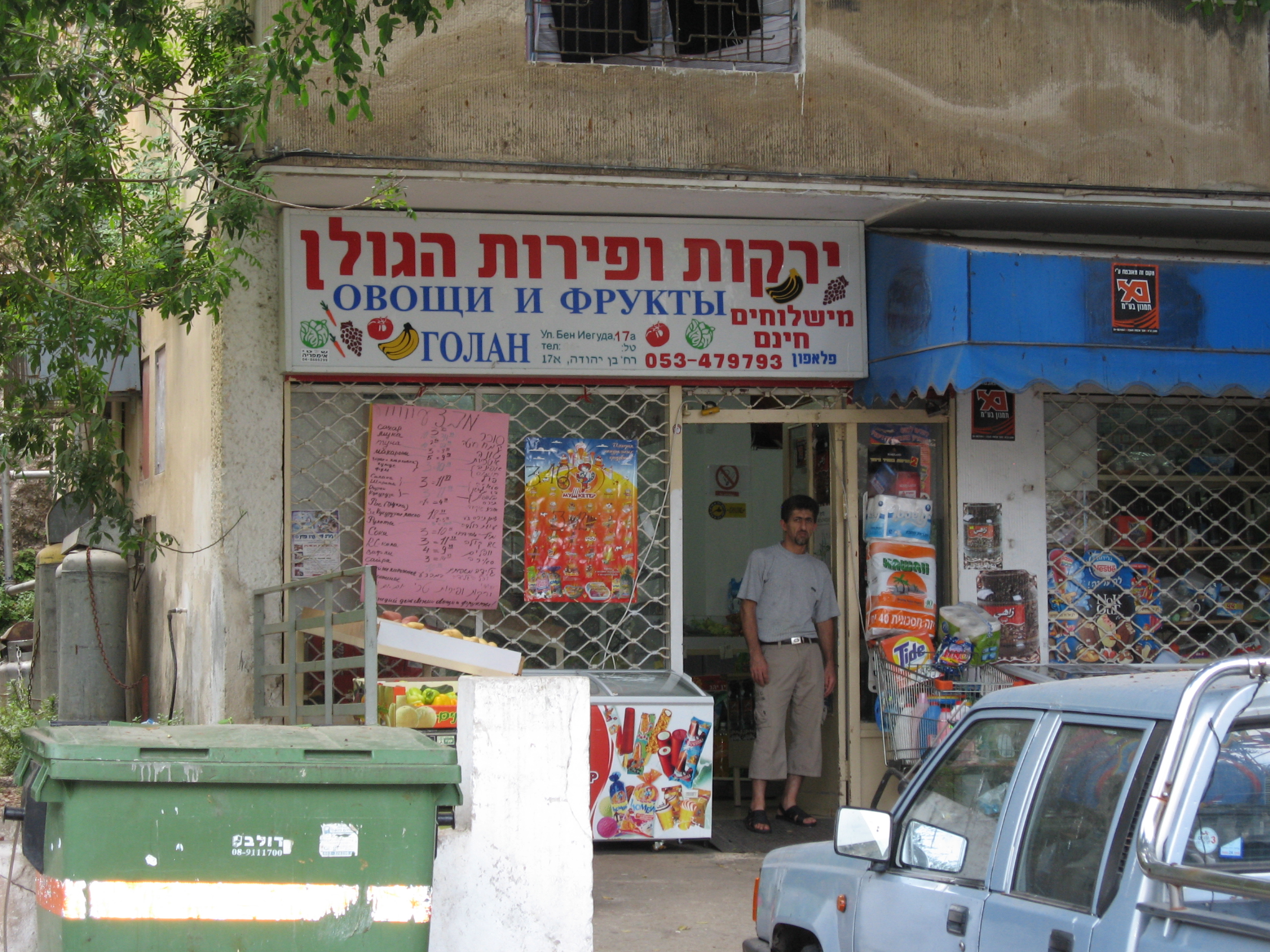
Tienda cuyo letrero es bilingüe en hebreo (en rojo) y ruso (en azul) cuyo mensaje es "frutas y verduras" en la ciudad de Haifa.

La inmigración rusa ha sido, y sigue siendo en la actualidad, una de las corrientes migratorias más importantes que ha tenido el actual Estado de Israel, incluso desde antes de la fundación del mismo cuando el territorio actual israelí estaba en manos de los británicos bajo el nombre de Mandato británico de Palestina.
A partir de 2022, hay alrededor de 1,3 millones de ciudadanos israelíes de habla rusa y la inmigración procedente de países de la ex Unión Soviética está nuevamente en aumento. Según la CBS, en 2015, el 53% de los inmigrantes a Israel procedían de la ex Unión Soviética, principalmente Ucrania y Rusia.
Casi toda la totalidad de los inmigrantes provenientes de Rusia en Israel son de origen judío, quienes tienen acceso a la nacionalidad israelí gracias a la Ley del Retorno, la cual concede dicha nacionalidad a todos los judíos y personas de ascendencia judía del mundo, algunos consideran a Israel un estado rusohablante ya que aproximadamente el 40% de su población habla ruso.